# ۳۶ (پیش از میلاد)
۳۶ (پیش از میلاد) ۳۶مین سال قبل از تقویم میلادی است.